# San Polo d’Enza

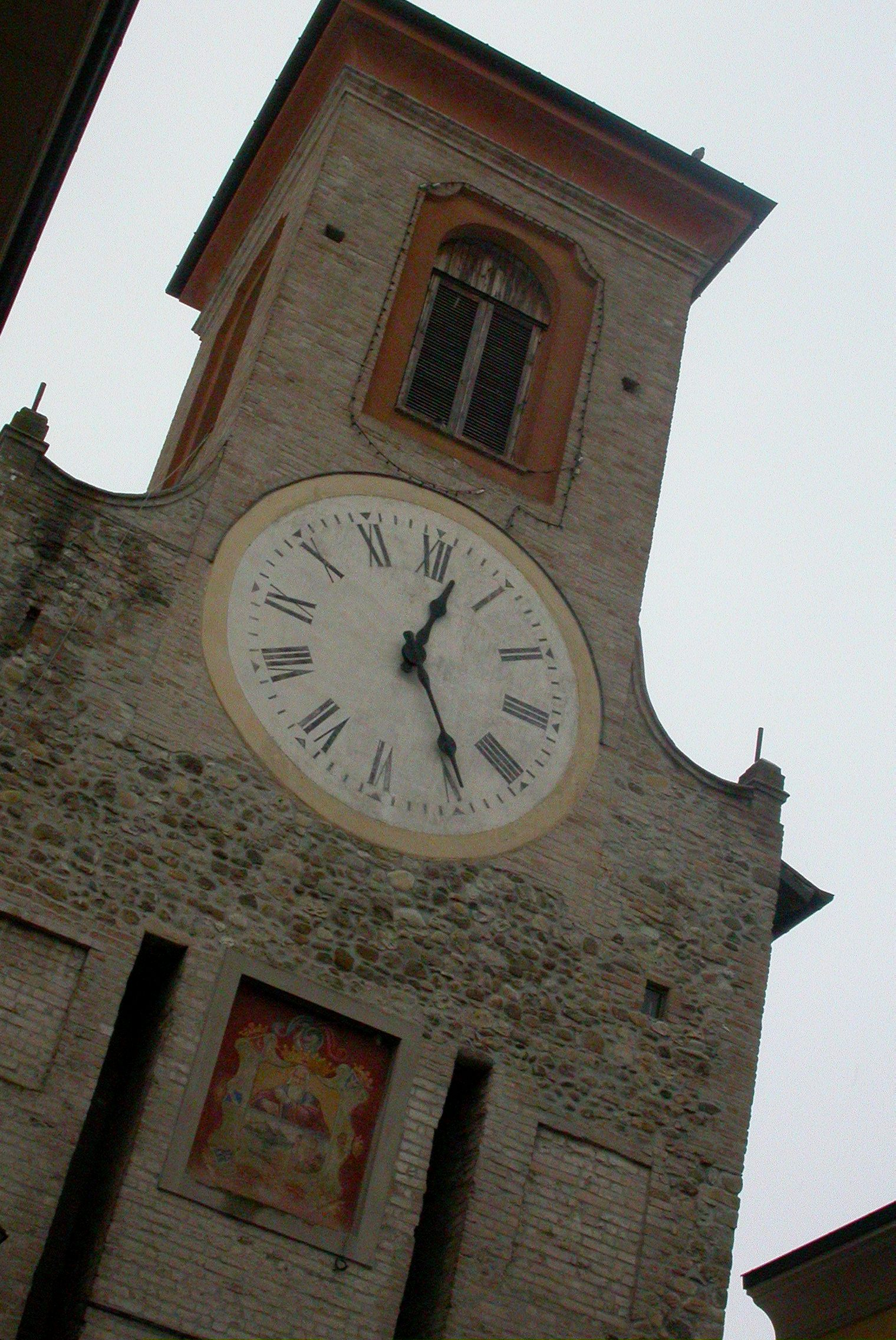
Der Uhrenturm der Gemeinde

San Polo d’Enza ist eine italienische Gemeinde (comune) mit 6134 Einwohnern (Stand 31. Dezember 2023) in der Provinz Reggio Emilia in der Emilia-Romagna. Die Gemeinde liegt etwa 17 Kilometer südwestlich von Reggio Emilia an der Enza und grenzt unmittelbar an die Provinz Parma. San Polo d’Enza ist Teil der Unione Val d’Enza.
Die Nachbargemeinden sind Bibbiano, Canossa, Montecchio Emilia, Montechiarugolo (PR), Quattro Castella, Traversetolo (PR), und Vezzano sul Crostolo. Die Ortsteile sind Barcaccia, Belvedere, Bonini, Borsea, Bosi, Ca’Bianca, Casa Bertolini, Casa Farini, Case dell’Eva, Colombarone, Contea Orlandini, Cornacchia, Ghilga, Grassano Basso, Grassano Chiesa, Grassano Scuola, Pezzano, Pietre, Pieve, Pontenovo, Rio Luceria, Sedignano, Sessanta und Stradella.

## Verkehr
Durch die Gemeinde führt die frühere Strada Statale 513 di Val d’Enza (heute eine Provinzstraße) von Parma nach Castelnovo ne’ Monti. Ein Haltepunkt besteht an der Bahnstrecke von Reggio Emilia nach Canossa-Ciano d’Enza.

## Partnergemeinden
Partnergemeinden sind in Deutschland Eisingen (Baden) sowie Leitomischl in der Tschechischen Republik.